# A Dense Swarm of Ancient Stars
 (février 2017).
Si vous disposez d'ouvrages ou d'articles de référence ou si vous connaissez des sites web de qualité traitant du thème abordé ici, merci de compléter l'article en donnant les références utiles à sa vérifiabilité et en les liant à la section « Notes et références ».
Albums de I Monster
Neveroddoreven
(2003) Bright Sparks
(2016)
A Dense Swarm of Ancient Stars est le troisième album studio du duo de musiciens pop, electro anglais, I Monster, publié en 2009, comme une suite à leur précédent opus Neveroddoreven.

## Liste des titres
| 1.    | The Circus of Deaf                         | 1:45 |
| 2.    | A Sucker for Your Sound                    | 3:31 |
| 3.    | Goodbye Sun                                | 4:12 |
| 4.    | Cool Coconuts                              | 3:40 |
| 5.    | Lust for a Vampyr                          | 4:33 |
| 6.    | Mr. Mallard                                | 0:36 |
| 7.    | She's Giving Me the I                      | 3:07 |
| 8.    | Escape from New Yorkshire                  | 4:53 |
| 9.    | Dear John                                  | 3:03 |
| 10.   | Inzects                                    | 2:02 |
| 11.   | Inzects 2 - The Mutations                  | 0:42 |
| 12.   | 'Sickly Suite', Part 1: How Are You?       | 3:36 |
| 13.   | 'Sickly Suite', Part 2: Out of the Shadows | 3:08 |
| 14.   | 'Sickly Suite', Part 3: Gone               | 0:57 |
| 15.   | A Pod is Waiting                           | 4:31 |
| 16.   | The Best                                   | 4:25 |
| 48:42 |                                            |      |

| Titres bonus iTunes | Titres bonus iTunes | Titres bonus iTunes | Titres bonus iTunes | Titres bonus iTunes | Titres bonus iTunes | Titres bonus iTunes | Titres bonus iTunes | Titres bonus iTunes | Titres bonus iTunes |
| No                  | Titre               | Durée               |                     |                     |                     |                     |                     |                     |                     |
| ------------------- | ------------------- | ------------------- | ------------------- | ------------------- | ------------------- | ------------------- | ------------------- | ------------------- | ------------------- |
| 17.                 | Wake Up Tony        | 4:38                |                     |                     |                     |                     |                     |                     |                     |
| 18.                 | Let's Swing         | 4:05                |                     |                     |                     |                     |                     |                     |                     |
| 57:24               |                     |                     |                     |                     |                     |                     |                     |                     |                     |

## Crédits

### Membres du groupe
- I Monster (Dean Honer et Jarrod Gosling), Philly Smith : chant
- Ross Orton : batterie
- Nick Burke, Stuart Owen, Tim McCall : guitare
- Michael Ronald Sommerset Ward : saxophone, flûte, flûte irlandaise
- The E Fiddler : violon

### Équipes technique et production
- Production : I Monster
- Paroles et musique : I Monster (titres 1 à 13), Holly Knight (titre 14), Mike Chapman (titre 14)
- Mastering : Rob Gordon
- Artwork : Varrod Goblink